# إياد شلباية
إياد أسعد أحمد شلباية (ولد في 18 أغسطس 1972 – اغتيل في 17 سبتمبر 2010) قائد عسكري بارز في كتائب القسام، وقيادي في حركة حماس، ولد في مدينة طولكرم الفلسطينية، وكان من أوائل من خاضوا انتفاضة الأقصى. اغتالته إسرائيل بعملية عسكرية واسعة.

## حياته
ولد إياد أسعد أحمد شلباية في مدينة طولكرم بالضفة الغربية بتاريخ 18 أغسطس 1972. تلقى تعليمه في مدارس المدينة، إلا أن اعتقاله من قبل إسرائيل حال دون إكمال مسيرته التعليمية.
خلال نشاطه العسكري؛ كان إياد شلباية مقربًا جدًا من القادة نشأت الكرمي وعباس السيد.

## اغتياله
اغتالته قوات الجيش الإسرائيلي في فجر يوم الجمعة الموافق 17 سبتمبر 2010 بعملية عسكرية واسعة استهدفت مخيم نور شمس في داخل مدينة طولكرم. سلمت إسرائيل جثمانه لجهاز الارتباط الفلسطيني ثم نقل جثمانه إلى مستشفى ثابت ثابت بالمدينة.

## جنازته
شُيع جثمان إياد شلباية في يوم الجمعة 17 سبتمبر 2010 بجنازة ضخمة شارك فيها آلالاف الفلسطينيين، في أكبر مسيرة تنظمها حركة حماس منذ سنوات.

## ردود الفعل على اغتياله
- قالت كتائب القسام بأن «دماء شهيدنا ستكون لعنة على الاحتلال والخونة وهي لن تذهب هدرًا، بل ستبقى وقودًا لمسيرة الجهاد والمقاومة حتى دحر الاحتلال»،[3][10] وأضافت الكتائب بأن «الاحتلال الصهيوني يتحمل المسئولية الكاملة عن هذه الجريمة النكراء، وهو وحده الذي يتحمل كافة تبعاتها وما سيترتب عليها»،[11] و«بإن الثأر لهذه الدماء الطاهرة، والرد على هذه الاغتيالات وهذه الحماقات قادم لا محالة، في الوقت والمكان المناسبين».[12] وقال الناطق الرسمي باسم الكتائب أبو عبيدة بأن «جريمة اغتيال القائد إياد شلباية في طولكرم لن تمر دون عقاب، وأن هذه الجريمة كشفت عن الوجه الحقيقي للاحتلال وأنه لا يحترم الاتفاقيات ولا المفاوضات»،[13] وأضاف بأنه «لن تذهب دماء الشهيد شلباية هدرًا، وستكون وقودًا جديدًا للمقاومة».[14]

- قالت حركة حماس بأن «اغتيال شلباية لن يكسر شوكة المقاومة»،[15] وحمل الناطق الرسمي باسم الحركة سامي أبو زهري خلال مؤتمر صحفي عقده بغزة إسرائيل المسؤولية عن اغتيال شلباية وما سيترتب عن ذلك من تداعيات.[16]

- قالت حركة الجهاد الإسلامي وسرايا القدس: «مع إطلاق جولات المفاوضات بين سلطة أوسلو والعدو الصهيوني، أطلقت حملة أمنية مزدوجة لاستهداف أبناء شعبنا ومجاهديه بدأت بملاحقات ساخنة واعتقالات لتصل إلى ارتكاب الاحتلال لجريمة إعدام الشهيد إياد شلباية أحد قيادات كتائب القسام في الضفة المحتلة. إن هذه الجريمة الصهيونية البشعة تمت تحت ستار المفاوضات، وإننا في حركة الجهاد الإسلامي في فلسطين إذ نحتسب المجاهد إياد شلباية شهيدًا عند الله، فإننا نؤكد على أن سياسات القتل والإرهاب والعدوان لن تفت في عضد شعبنا ومقاومتنا».[17]

- أدانت السلطة الفلسطينية عملية الاغتيال،[18] واستنكر رئيس الوزراء الفلسطيني سلام فياض العملية، معتبرًا بأنها تصعيدًا إسرائيليًا خطيرًا،[19] وقال بأن عملية اغتيال شلباية تزيد من إضعاف المفاوضات وتعرض الجهود الدولية المبذولة للسلام لمخاطر حقيقية،[20] وشدد بأن عملية الاغتيال تؤكد مرة أخرى ضرورة تدخل المجتمع الدولي لإلزام إسرائيل بوقف كافة انتهاكاتها.[21]

- وصف الناطق باسم الأجهزة الأمنية الفلسطينية عدنان الضميري عملية الاغتيال بالخطيرة واعتبر بأنها تصب في تقويض العملية السلمية.[19]

- قالت الحكومة الفلسطينية في غزة: «ندين جريمة اغتيال القائد شلباية، ونحمل الاحتلال التداعيات المترتبة على هذه الجريمة، ونعتبر سلطة فتح شريكة بالاغتيال».[22]

- قال القيادي في حركة حماس صلاح البردويل بأن «قتل شلباية جزء من التعاون الأمني بين حركة فتح وإسرائيل، وهو جزء من الثمن الذي تدفعه المقاومة بسبب موقفها من المفاوضات المباشرة».[12]
- استنكر مركز الميزان لحقوق الإنسان عملية اغتيال شلباية، وطالب المركز المجتمع الدولي بالتحرك.[23]

- نددت مؤسسة التضامن الدولي لحقوق الإنسان بعملية اغتيال شلباية.[24]
- طالب مركز أحرار لدراسات الأسرى وحقوق الإنسان برفع دعوى قضائية للمحكمة الجنائية الدولية ضد رئيس الوزراء الإسرائيلي ووزير الدفاع الإسرائيلي وقائد الجيش الإسرائيلي لمسؤوليتهم المباشرة عن اغتيال شلباية.[24]
- ندد النائب في المجلس التشريعي الفلسطيني عبد الرحمن زيدان عملية الاغتيال ووصفها «بالجبانة».[24]

- نددت فصائل العمل الوطني الفلسطيني بعملية الاغتيال، وقالت الفصائل بأن الرد المطلوب على عملية الاغتيال يتطلب إنهاء الانقسام وتحقيق الوحدة الوطنية.[25]

- نددت كتائب المقاومة الوطنية الجناح العسكري للجبهة الديمقراطية بعملية الاغتيال، وقال الناطق باسم الكتائب أبو خالد بأن «الكتائب لن تتهاون في الرد بكافة السبل المتاحة».[26]